# 邹润
邹润，小说《水浒传》中人物，邹渊的侄儿，山东莱州人，为人慷慨忠良，有一身好武艺。因身材长大，长相奇异，脑后生有一个肉瘤，而人称“独角龙”，曾一头撞断过一棵松树。因与孙新熟知，和其叔一起被请去劫狱救了解珍、解宝，之后一起上了梁山。受招安后，邹润参与了征辽和讨方腊，最后被封为武奕郎。後不愿为官，回登云山去了。

## 影视形象
- 1983年山东版《水浒》：黃銘鐸
- 2011年版《水浒传》：王飛